# 日本大学短期大学部

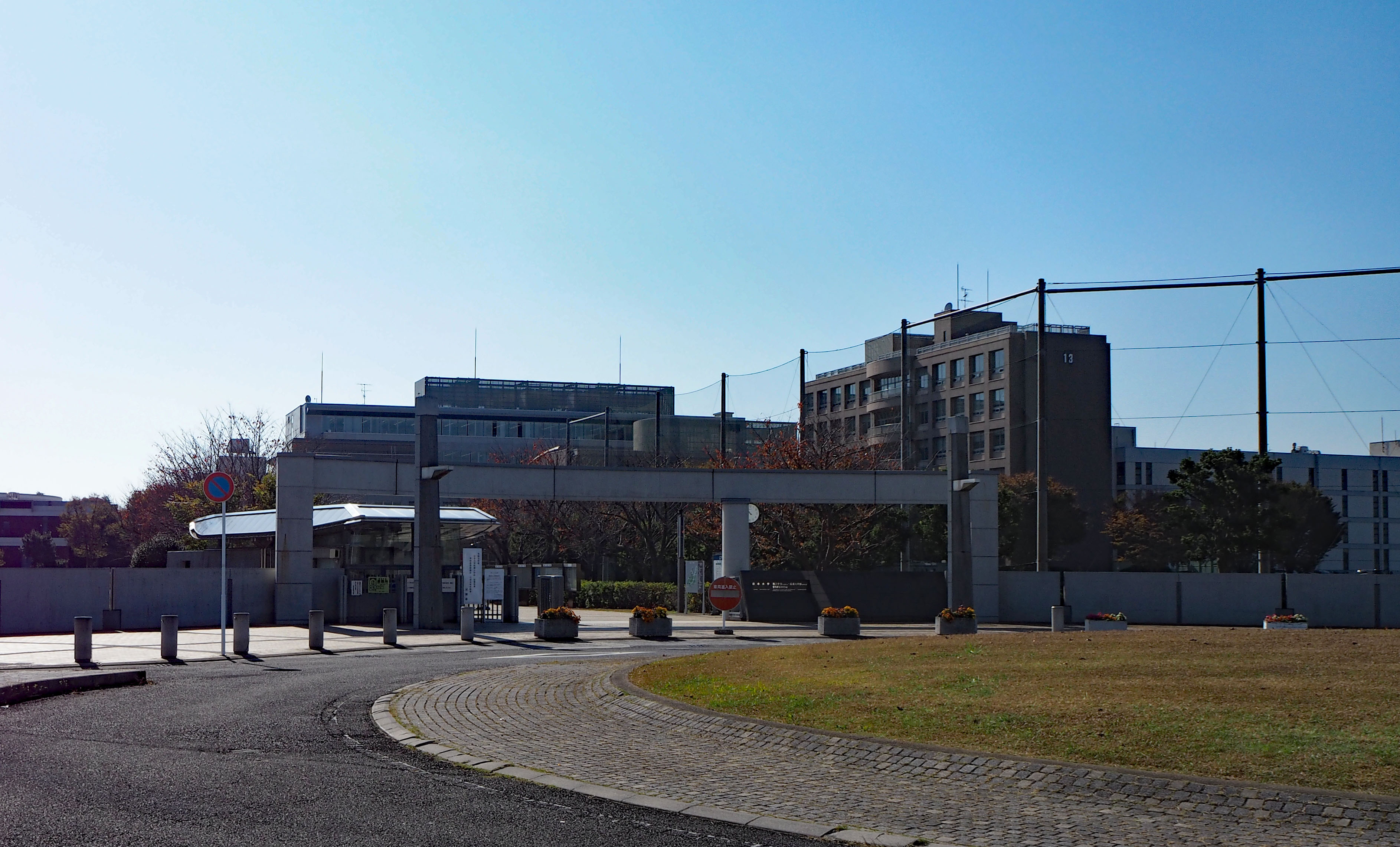
船橋キャンパス

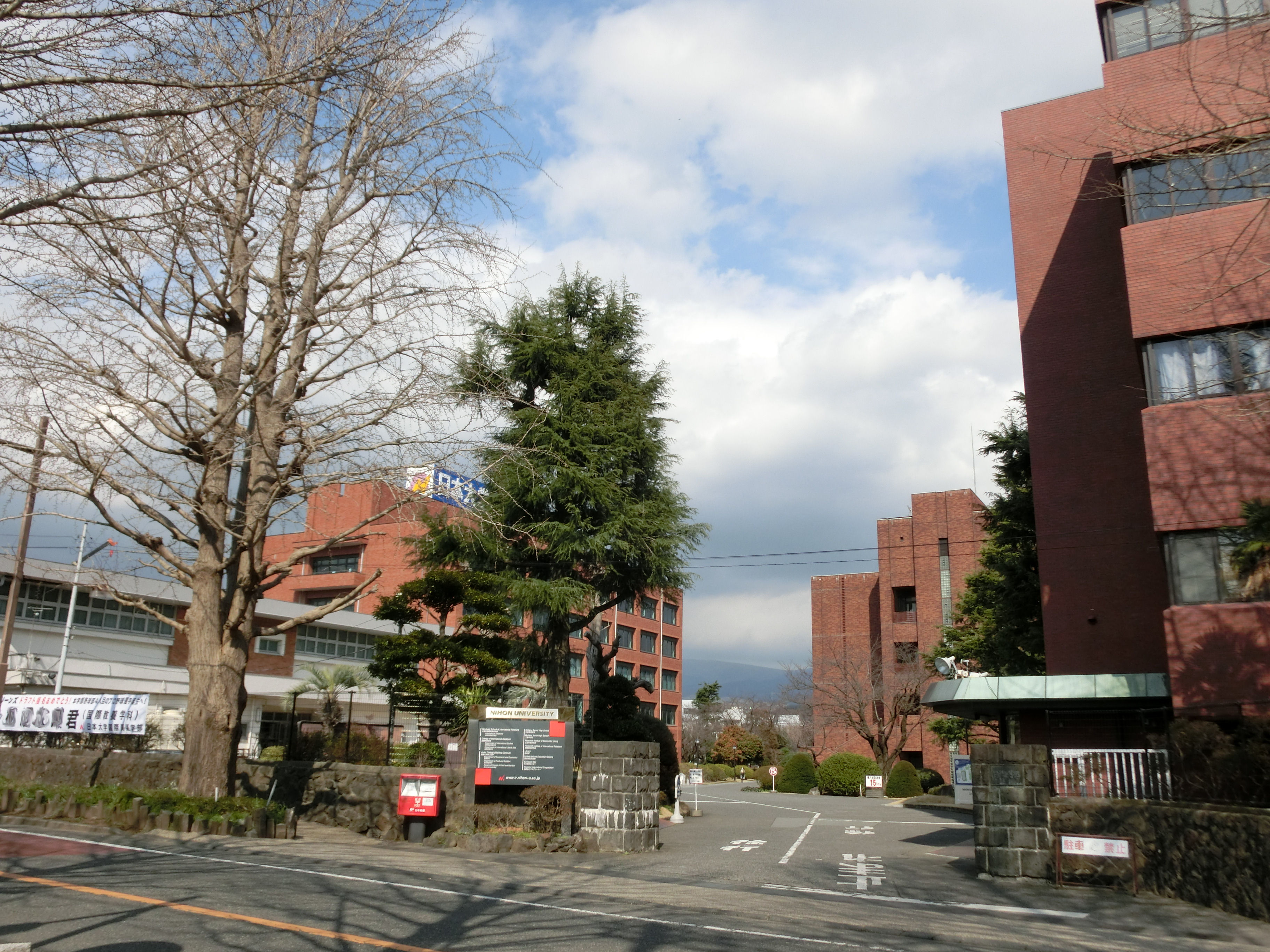
三島キャンパス

日本大学短期大学部（にほんだいがくたんきだいがくぶ、英語: Nihon University Junior College）は、東京都千代田区九段南に本部を置く私立短期大学。1889年創立、1950年大学設置。大学の略称は日大短大部。

## 概観

### 大学全体
- 千葉県船橋市、静岡県三島市内に所在する日本の私立短期大学であり、設置主体は学校法人日本大学。
- 1950年に東京都千代田区、神奈川県藤沢市、静岡県三島市[1]にてそれぞれキャンパスを持ち、昼間部5学科、夜間部4学科で入学総定員640名体制で開学[2]。
- 以後、学科の増設もあり[注 2]、とりわけ私大バブルだった頃の1992年においては、学生数3,352[注 3]を記録したことがあり[3]、その後大学受験人口が減少しつつあるも1998年度入学生までは、学科数と学生数は多い方であった[注 5]。
- しかし、1999年度入学生以降は三島キャンパスの昼間1学科2専攻と夜間部1学科の募集停止を皮切りに学科数及び学生数の減少が目立つようになる [注 7]。
- さらに、2007年入学生より湘南藤沢キャンパスが1学科体制に減少、2015年度より残り1学科も募集停止により当キャンパスの短期大学が閉鎖となる。
- そして、2018年度入学生より船橋キャンパスも1学科分の募集停止もあり、4学科までに減少されるという有様となっている。
- 現在は、千葉県船橋市、静岡県三島市の各キャンパスを併設する日本大学と共有する学部と連携した教育環境となっている。

### 建学の精神（校訓・理念・学是）
- 「目的および使命」がある。詳細は日本大学を参照のこと。

### 教育および研究
- 船橋キャンパスは理工系を教育する学科が設置されており、三島キャンパスはビジネス・栄養学を教育する学科が設置されている。

### 学風および特色
- 現在は千葉県船橋市、静岡県三島市の各キャンパスに学部と併設されている形で校舎があるが、2014年度の入学生までは神奈川県藤沢市[6]にも同様の校舎があった。
- さらに、遡れば商経科は三島市ほか千代田区三崎町、工科は船橋市ほか墨田区横綱、農業科は藤沢市ほか福島県西白河郡矢吹町[7][8]、世田谷区にも其々キャンパスを置いていた時期もあった[9]。
- 往年に比べれば減っているが現在、4学科と専攻科1専攻を設置している総合短期大学として位置付けられている[注 9]。

## 沿革
- 1949年
  - 10月 文部省[注釈 1]に短期大学の設置認可に関する申請を行う[13][14]。内容は以下の通り[注 10][15][16][17]。
    - 理科実技科 
      - 第一部 入学定員80
      - 第二部 入学定員80

    - 応用化学科
      - 第一部 入学定員120
      - 第二部 入学定員120

    - 建設科
      - 第一部 入学定員120
      - 第二部 入学定員120

    - 工業技術科 
      - 第一部 入学定員120
      - 第二部 入学定員120

    - 実践農業科 入学定員40
    - 生活科学科 入学定員50
    - 法律執務科 入学定員60
    - 経済実務科 入学定員60
- 1950年（昭和25年）
  - 3月14日 左記を以て短期大学の設置が文部省[注釈 1]より認可される。但し、以下の通りの変更が行われる[2]。
    - 短期大学名 日本大学短期大学部→日本大学短期大学
    - 理科実技科 
      - 第一部 入学定員80→不認可
      - 第二部 入学定員80→不認可

    - 応用化学科[注釈 2]
      - 第一部 入学定員120→80
      - 第二部 入学定員120→80

    - 建設科[注釈 2]
      - 第一部[注釈 3] 入学定員120→80
      - 第二部[注釈 3] 入学定員120→80

    - 工業技術科[注釈 2]
      - 第一部[注釈 4] 入学定員120→80
      - 第二部[注釈 4]入学定員120→80

    - 実践農業科→農業科[注 12]入学定員40→80
    - 生活科学科 入学定員50→不認可[注 13]
    - 法律執務科 入学定員60→不認可
    - 経済実務科→経済科[注 14]
      - 第一部 入学定員60→40
      - 第二部[注 15] 入学定員40

  - 4月1日 左記を以て日本大学短期大学が上記の5学科体制[注 16]にて開学する[18][19]。
- 1952年（昭和27年） 
  - 4月1日 左記を以て短期大学及び一部の学科に名称変更が行われる[20]。
    - 日本大学短期大学→日本大学短期大学部
    - 経済科→商経科
- 1953年（昭和28年） 
  - 4月1日 左記を以て商経科の入学定員を変更する[21]。
    - 第一部 40[20]→80
    - 第二部 40[20]→80
- 1958年（昭和33年） 
  - 4月1日 左記を以て以下の学科を新設する。
    - 放送科[注 18][注 19][23]。
- 1959年（昭和34年）
  - 4月1日 左記を以て三島市のキャンパスに以下の学科を新設する[24]。
    - 栄養科[注 20]

  - 同 当年度をもって放送科の学生募集を最終とする[注 22]。
- 1960年（昭和34年）
  - 4月1日 学生募集停止により、放送科の総定員160→80に変更[注 24]。
- 1962年（昭和37年）
  - 4月1日 左記を以て栄養科を家政科に改組し、入学定員120名とする[27][注 27]。
- 1964年（昭和39年） 
  - 4月1日 左記を以て三島市のキャンパスに以下の学科を増設する[29]。
    - 建築科[注 29]
    - 機械科[注 30]
- 1966年（昭和41年） 
  - 4月1日 左記を以て文科を以下の専攻課程をもって設置する[31]。
    - 国文専攻[注 31]
    - 英文専攻[注 32]
- 1967年（昭和42年） 
  - 4月1日 左記を以て家政科を以下の通り分離。それにより入学定員120[31]→230に増員[注 33]
    - 家政専攻[注 34]
    - 食物栄養専攻[注 35]
- 1971年（昭和46年）
  - 4月1日 以下の学科を当年度で学生募集を最終とする。
    - 建設科第二部[注 36]
    - 工業技術科第二部[注 38]
    - 応用化学科第二部[注 39]
- 1972年（昭和47年）
  - 4月1日 募集停止により以下の学科の総定員を以下の通り変更する[37]。
    - 建設科第二部 160→80[注 40]
    - 工業技術科第二部 160→80[注 41]
    - 応用化学科第二部 160→80[注 42]
- 1976年（昭和51年） 
  - 3月31日 左記をもって放送科が正式に廃止となる[38]。
  - 4月1日 工科を習志野校舎と名称変更。
- 1977年（昭和52年） 
  - 3月31日 左記をもって建設科、工業技術科、応用化学科の各第2部を正式に廃止[39]。
- 1978年
  - 4月1日 当年度をもって三島市における以下の学科の学生募集を最終とする[40]。
    - 機械科[注 43]
    - 建築科[注 45]
- 1979年（昭和54年） 
  - 4月1日 習志野校舎をコース制にし、各科を変更（建設科土木コース・建築コース、工業技術科機械コース・電気コース、応用化学科と変更）。
  - 同 商経科第一部の入学定員を200[40]→100に減員する[42][注 46]。
  - 同 学生募集停止により総定員を以下の通り変更する。
    - 機械科 120→60[注 47]
    - 建築科 120→60[注 49]
- 1980年（昭和55年） 
  - 8月29日 左記をもって建築科、機械科を正式に廃止[44]。
- 1986年（昭和61年） 
  - 4月1日 一部の学科及び各専攻の入学定員を以下の通り臨時増員する[45]。
    - 文科（入学定員200→400[注 50]）
      - 国文専攻 100[47]→200
      - 英語専攻 100[47]→200

    - 商経科第一部 100[47]→200[注 51]
- 1988年（昭和63年） 
  - 4月1日 生活環境科[注 53]を増設するのを引き換えに、農業科の入学定員を100[49]→50[50]に減員される[51][52][注 55]。
- 1990年（平成2年）   
  - 4月1日 一部の学科及び専攻名を以下の通り変更する[53]。
    - 家政科[注 56]家政専攻→生活文化学科[注 57]生活文化専攻
    - 文科[注 58]→文学科[注 59]
    - 商経科（第1部[注 61]、第2部[注 63]）→商経学科（第1部[注 65]、第2部[注 67]）
- 1991年（平成3年）
  - 4月1日 一部の学科及び専攻名を以下の通り変更する[55]。
    - 建設科[注 69]→建設学科[注 71]
    - 工業技術科[注 73]→工業技術学科[注 75]
    - 農業科[注 77]→農学科[注 79]
    - 生活環境科[注 81]→生活環境学科[注 83]
- 当年度 文科廃止[注 84]
- 1996年（平成8年） 船橋日大前駅開設。習志野校舎を船橋校舎と名称変更。
- 1997年（平成9年）
  - 4月1日 以下の学科を男女共学とする。
    - 文学科[注 85]
      - 国文専攻
      - 英文専攻

    - 生活文化学科[注 86]
      - 生活文化専攻
      - 食物栄養専攻
- 1998年（平成10年） 
  - 4月1日 建設学科の土木コースを土木・環境コースと名称変更。以下の学科及び専攻を今年度で学生募集を最後とする。
    - 文学科[注 88]
      - 国文専攻
      - 英文専攻

    - 生活文化学科生活文化専攻[注 90]
    - 商経学科第二部 [注 92]
- 1999年（平成11年） 
  - 4月1日 専攻科食物栄養専攻を設置（後の食物栄養専攻を経て、専攻科食物栄養専攻に改組）。工業技術学科の情報科学コースを数理科学コースと名称変更。
  - 同 一部学科の入学定員を以下の通り変更する[58]。
    - 生活文化学科食物栄養専攻 150→120[注釈 5]
    - 建設学科 160→140[注 94]
    - 応用化学科 100→80[注 95]

  - 同 学生募集停止により総定員を以下の通り変更する。
    - 文学科 800→400[注 97]
      - 国文専攻 400→200
      - 英文専攻 400→200

    - 生活文化学科生活文化専攻[注釈 5]
    - 商経学科第二部[注 99]
- 2000年（平成12年） 
  - ？月 生活文化学科生活文化専攻が正式に廃止となる。
  - 7月28日 左記を以て文学科（国文専攻・英文専攻）、商経学科第2部が正式に廃止される[59]。
- 2001年（平成13年） 
  - 4月1日 左記を以て一部の学科名を以下の通り改称される[59][60]。
    - 工業技術学科→基礎工学科
    - 生活文化学科食物栄養専攻→生活文化学科食物栄養専攻→食物栄養学科。
    - 商経学科第一部→商経学科第一部

  - 同 左記を以て一部の学科の入学定員を以下の通り変更する[59][60]。
    - 応用化学科 80[61]→50
    - 工業技術科 160[61]→基礎工学科 90
- 2003年（平成15年） 工業技術学科（電気電子コース、数理科学コース）を廃止。
- 2004年（平成16年） 
  - 4月1日 工業技術学科（機械コース）を廃止。基礎工学科の工学基礎コースを学生募集停止し、機械工学コース、電気電子情報コースを設置。さらに、一部の学科の入学定員を以下の通り変更する[62][63]　。
    - 建設学科 140[64]→100
    - 基礎工学科 90[64]→130
    - 商経学科 100[64]→150
- 2006年（平成18年）
  - 4月1日 生活環境学科の学生募集を最終とする[注釈 6]。
- 2007年（平成19年） 農学科が生活環境学科を統合し、生物資源学科とする[67]。
- 2008年（平成20年）
  - 4月1日 建設学科に福祉住環境コースを設置。基礎工学科の数理科学コースを教育数理情報コースに名称変更。応用化学科に生命応用化学コース、物質応用化学コースを開設。さらに、一部の学科の入学定員を以下の通り変更する[69][70]。
    - 建設学科 100[68][69]→110
    - 応用化学科 50[68][69]→60
    - 基礎工学科 130[68][69]→110

  - 12月25日 左記を以て旧来の農学科を正式に廃止[71]。
- 2009年（平成21年） 
  - 6月30日 左記を以て生活環境学科を正式に廃止[72]。
- 2010年（平成22年） 船橋校舎60周年記念式典挙行。
- 2012年（平成24年） 
  - 4月1日 左記を以て学科の一部を以下の通り名称変更する[73][74]。
    - 建設学科→建築・生活デザイン学科
    - 基礎工学科→ものづくり・サイエンス総合学科
    - 応用化学科→生命・物質化学科
- 2013年（平成25年） 
  - 4月1日 商経学科をビジネス教養学科に改称[75][76]。
- 2014年（平成26年） 
  - 4月1日 生物資源学科の学生募集をこの年度で最後とする[注 100]。
- 2017年（平成29年） 
  - 4月1日 生命・物質化学科の学生募集をこの年度で最後とする[注 101]。
- 2021年（令和3年） 生命・物質化学科を廃止。
- 2024年（令和6年） 食物栄養学科の2025年度以降の学生募集停止と専攻科食物栄養専攻の2027年度以降の学生募集停止を発表[81]。

## 基礎データ

### 所在地
- 船橋キャンパス（千葉県船橋市習志野台7-24-1）
- 三島キャンパス（静岡県三島市文教町2-31-145）

### 象徴
- 日本大学短期大学部の校章は日本大学と同じものを使用。（カレッジマークは大学と同様、「桜」の花をデザインしたものとなっている。）

## 教育および研究

### 組織

#### 学科
船橋校舎
- 建築・生活デザイン学科
  - デザイン系分野
  - エンジニアリング系分野
- ものづくり・サイエンス総合学科
  - 機械工学分野
  - 電気電子工学分野
  - 情報科学分野
  - 応用化学分野
  - 物理学分野
  - 数学分野
  - 総合科学分野

三島校舎
- ビジネス教養学科
- 食物栄養学科：2025年度以降の学生募集を停止した。

湘南校舎
- 生物資源学科：2015年4月に学生募集を停止した。

江古田校舎
- 放送科：1959年までの募集で翌年度より芸術学部に移行となったため、結果的に暫定的に設置された学科だということになる。在学者がいなくなってからの15年後の1976年3月31日に廃止となった。この旧校舎は以前に日本大学芸術学部のキャンパスとして使われていた。

#### 専攻科
- 食物栄養専攻：2027年度以降の学生募集を停止した。

#### 別科
- なし

#### 取得資格について
資格
- 測量士補：建設学科
- 毒物劇物取扱責任者
  - 応用化学科
  - 生物資源学科[注 102]
- 栄養士：食物栄養学科

教職課程
- 中学校教諭二種免許状の課程が設置されていた。教科名は以下の通りとなっている[3]。
  - 理科
    - 建設学科
    - 工業技術学科（現・基礎工学科）
    - 応用化学科
    - 農学科

  - 技術
    - 建設学科
    - 工業技術学科（現・基礎工学科）

  - 国語：文学科国文専攻
  - 英語：文学科英文専攻
  - 社会：商経学科
  - 家庭・保健：生活文化学科生活文化専攻
  - 職業
    - 建設学科
    - 工業技術学科（現・基礎工学科）
    - 応用化学科
    - 農学科
    - 商経学科
- 当初は高等学校教諭二級免許状も併設されていた[82]。
  - 社会：商経科Ⅰ部・Ⅱ部
  - 理科：建設科Ⅰ部・Ⅱ部、応用化学科Ⅰ部・Ⅱ部、工業技術科Ⅰ部・Ⅱ部、農業科
  - 工業：建設科Ⅰ部・Ⅱ部、応用化学科Ⅰ部・Ⅱ部、工業技術科Ⅰ部・Ⅱ部
  - 農業：農業科

### 教育
- 特色ある大学教育支援プログラム
  - 「地域と連携した健康支援プロジェクト」2005年度（食物栄養学科、専攻科食物栄養専攻）採択
  - 「工学（技術者）基礎教育の充実と学習支援プロジェクト」2007年度（建設学科）採択

## 学生生活

### 部活動・クラブ活動・サークル活動
- 日本大学短期大学部のクラブ活動はどのキャンパスも学部と合同となっている。

### 学園祭
- 日本大学短期大学部の学園祭は大学と合同となっており、キャンパスごとにそれぞれ呼称や内容が異なっている。日本大学学園祭も参照にされたい。
  - 船橋キャンパス：桜理祭（おうりさい）
  - 三島キャンパス：富桜祭（ふおうさい）

## 大学関係者と組織

### 大学関係者組織
- 日本大学短期大学部の同窓会は学部と同様となっている。日本大学校友会を参照にされたい。

### 大学関係者一覧

#### 大学関係者
歴代学長
- 呉文炳
- 永田菊四郎
- 鈴木 勝
- 木下茂徳
- 高梨公之
- 瀬在良男
- 瀬在幸安
- 小嶋勝衛
- 酒井健夫
- 大塚𠮷兵衛

#### 出身者
- 日向野義幸 - 政治家、元栃木県栃木市長
- 柴順三郎 - 政治家、元静岡県副知事
- 望月良和 - 政治家、元静岡県伊豆の国市長
- 坂本和昭 - 政治家、元大分県玖珠郡九重町長
- 平野洋子 - 小説家、実業家
- 藤林聖子 - 作詞家
- 水杜明珠 - ライトノベル作家
- 北川えり - タレント
- 佐々野宏美 - フリーアナウンサー
- 菅田順和 - 元競輪選手
- 岩崎誠一 - 元競輪選手
- 西加南子 - 自転車競技選手
- 黒木実 - 建築家
- 今井徹也 - 建築家

その他

## 施設

### キャンパス

#### 船橋キャンパス
- 使用学科：建築・生活デザイン学科、ものづくり・サイエンス総合学科
- 使用専攻科：なし
- 使用附属施設：なし
- 交通アクセス：東葉高速鉄道東葉高速線「船橋日大前駅」で下車するのが最も便利である。下車して、徒歩1分の場所にある。理工学部と同じキャンパスにある。

#### 三島キャンパス
- 使用学科：食物栄養学科、ビジネス教養学科
- 使用専攻科：食物栄養専攻
- 使用附属施設：なし
- 交通アクセス：JR東海道本線および東海道新幹線「三島駅」での下車が最も便利であるが、駅から徒歩で10分程度の距離がある。キャンパスは国際関係学部と共用している。

##### 事務地区
- 使用学科：なし
- 使用専攻科：なし
- 使用附属施設：なし
- 交通アクセス：JR中央・総武緩行線・東京地下鉄・都営地下鉄市ケ谷駅。

### 学生食堂
- 各キャンパスに設置されている。

### 寮
- 日本大学指定学生寮を利用することが可能である。

## 対外関係

### 系列校
- 日本大学

## 卒業後の進路について

### 就職について
- 進路は就職を選ぶ学生が大半を占めており、卒業生のほとんどは民間企業への就職となっている。

### 編入学・進学実績
- 全学科を対象に、日本大学への編入学者が多いものとなっている。